# Onrusrivier
Onrusrivier est un village de pêcheurs situé dans le sud de la province du Cap-Occidental en Afrique du Sud.
C'est une destination touristique connue pour la présence sur ses côtes d'une dense population de Grands requins blanc et un lieu propice pour leur observation.

## Administration
Situé dans le district d'Overberg, Onrusrivier est une commune rattachée à la municipalité d'Overstrand.
L'afrikaans est la langue maternelle majoritairement utilisée par la population locale (61.1%).